# Рауль II де Вермандуа
Рауль II де Вермандуа (фр. Raoul II de Vermandois, також Роланд, Рудольф; 1145 — 17 червня 1167) — граф Вермандуа і Валуа з 1160 року. Мав прізвиська Молодший (фр. le Jeune) та Прокажений (фр. le Lépreux).

## Біографія
Рауль був молодшим сином графа Рауля I Хороброго, сенешаля і регента Франції і його другої дружини, Петронілли Аквітанської, сестри французької королеви Елеонори Аквітанської, дружини короля Франції Людовика VII. Вже після смерті Рауля I, єдинокровний брат Рауля II Гуго (Фелікс) II, який успадкував титули і землі Вермандуа і Валуа, відмовився від мирського життя і пішов у монастир. Внаслідок цього Рауль отримав графський титул, до цього часу він одружився з Маргаритою, дочкою графа Фландрії Тьєррі Ельзаського.
1163 року Рауль II захворів на проказу. До цього моменту у нього не було дітей. Шлюб з Маргаритою був розірваний, визнаний не доконаним, і коли через чотири роки Рауль помер — рід графів Вермандуа в чоловічій лінії практично припинився (не рахуючи Гуго II, який прийняв постриг під іменем Фелікс і помер у монастирі під Парижем в 1212 році). Рауль ІІ був похований у абатстві містечка Лонпон в Пікардії.
Спадкоємицею Рауля II стала його сестра Єлизавета, яка була дружиною Філіппа I Ельзаського, брата Маргарити. У 1167 році Філіпп від імені своєї дружини вступив у володіння графствами Вермандуа і Валуа, а в наступному, 1168 році успадкував і графство Фландрію.